# Kostel Všech svatých (Łaziska)
Kostel Všech svatých (polsky: Kościół Wszystkich Świętych) je dřevěný římskokatolický farní kostel v obci Łaziska v gmině Godów v okrese Wodzisław ve Slezském vojvodství v Polsku, náleží pod katolickou farnost Všech svatých v Łaziskach děkanátu Gorzyce Śląskie arcidiecéze katovické. Kostel je zapsán ve vojvodském seznamu památek pod registračním číslem A/347/11 z 5. srpna 1966 a je součástí Stezky dřevěné architektury ve Slezském vojvodství.

## Historie
První písemná zmínka o obci Łaziska pochází z roku 1520. První zmínka o kostele je z vizitačních protokolů z roku 1652 a 1679. Po dlouhou dobu se považovala druhá polovina 16. století za období vzniku kostela, zvláště rok 1579. Datum byl podle nápisu na trámu při jižním vstupu do kostela, který zní Tomasz Andreas Hlop s Pisarzowiz (Tomasz Andreas sedlák s Pisarzowic) a datum 1579. Také tuto hypotézu podporoval objev polychromie v roce 1998, kde bylo rozpoznáno dobře čitelné datum 1560. V roce 2008 byly provedeny dendrochronologické průzkumy dřevěných trámů. Výzkum prokázal, že dubové prahové kmeny kněžiště a jedlové trámy z lodi pochází z let 1466/1467. Věž kostela byla postavena v roce 1507 a přestavěna v roce 1748. Při přestavbě bylo přistavěno zvonové patro a barokní střecha. V roce 1870 byla stará sakristie zaměněna za novou zděnou. V tomto období byla zvětšena loď prodloužením a včleněním do spodní části zvonice. Po druhé světové válce byly provedeny restaurátorské práce a opravy v roce 1968 (střecha a deštění), v letech 1998–2000 (opravy stěn, konzervace polychromie z 16. století), a v roce 2010 (oprava střechy).
Do roku 1978 byl filiálním kostelem římskokatolické farnosti v Godowě. Farnost Všech svatých v Łaziskách byla ustanovena 29. ledna 1978.

## Zvony
V roce 1942 (27. března) byly Němci zabaveny kostelní zvony, které byly označeny evidenčními čísly 25/20/74 a 25/20/75 a zařazeny do skupiny C. Zvony neskončily ve sběrném místě v Hamburku. Menší zvon o průměru 67 cm s nápisem: Ave Maria Gratia Plena (Zdrávas Marie lásky plná), který byl ulit v 16. století, se nachází v kostele Svatého Kříže v Rednitzhembach-Plöckendorf (u Norimberku). Větší zvon o průměru 93 cm s nápisem: O Rex Gloriae Veni Cum Pace: Ave Maria (O králi chvály přijď v pokoji. Ave Maria) byl ulit v první polovině 16. století. Nachází se v kostele svaté Hedviky v Ganderkesee v Dolním Sasku v Německu. Od roku 1948 je ve zvonici zavěšen nevelký historický zvon dodaný z tzv. Hřbitova zvonů v Hamburku.

## Architektura

### Exteriér
Kostel je jednolodní orientovaná dřevěná roubená stavba postavená na půdorysu téměř čtverce s užším obdélníkovým kněžištěm, které je uzavřeno trojbokým závěrem. Na severní straně kněžiště je přistavěna zděná obdélníková sakristie. K západní části přiléhá dřevěná štenýřová věž zvonice. Stěny věže jsou šikmé, sbíhají se k vrcholu, kde je předsazené deštěné zvonové patro s barokní cibulovou střechou. Střecha kostela je jedno hřebenová sedlová nad kněžištěm zvalbená. Kolem kostela jsou otevřené soboty s pultovými střechami na dřevěných sloupech. Střecha kostela, sobot, věže a stěny věže jsou pobité šindelem. Stěny kostela jsou deštěné. Na hřebeni střechy na rozhraní kněžiště a lodi je sanktusník s lucernou a cibulovou střechou. Hlavní vchod prochází otevřenou předsíní v ose věže, boční vchod vede přes předsíň z jižní strany.

### Interiér
V kněžišti je valená klenba, v lodi je lichoběžníková s kazetami, na bocích zdobená figurální polychromií. Stěny kněžiště jsou zdobeny rostlinnými motivy. Nejstarší výmalba z 16. století se nachází na stěnách lodi a představují scény ze Starého a Nového zákona. Vítězný oblouk odděluje kněžiště od lodi. Uprostřed lodi je osmiboký sloup, který podpírá střešní konstrukci. V západní části je na šesti sloupech umístěná kruchta s centrálně umístěnými varhany z roku 1792. V roce 1863 byly varhany rekonstruovány opavskou firmou Karl Kuttler. V severní stěně lodi je zachován otvor po dělostřelecké střele (1945), která nevybuchla.
Hlavní oltář z 18. století nese části z 16. století (dvě křídla triptychu s plastickou řezbou svaté Barbory, Doroty, Kateřiny a Markéty ) a ze začátku 16. století (soška Panny Marie s dítětem). Dva neogotické boční oltáře z 19. a 20. století jsou zasvěcené svaté Barboře a Antonínu. Z 18. století pochází ambon s baldachýnem je zdoben řezbami s biblickými výjevy a dřevěná křtitelnice ve tvaru kalichu zdobená plastikami křtu Krista a svatého Jana Křtitele.

### Polychromie
Vnitřek kostela je pokryt bohatou malířskou dekorací z roku 1560 (stěny kněžiště a lodi) a z roku 1948 (na stropě). Polychromie z 16. století byla objevena při rekonstrukčních pracích v roce 1998.
Na stěnách lodi jsou výjevy jsou výjevy ze Starého a Nového zákona a scény světské. Mezi biblické náleží výjevy: Adam a Eva, Kain a Ábel, níže: Zvěstování, Nanebevzetí svaté Alžběty, Klanění Tří králů. Světské výjevy nám představují donátory kostela, muže a ženu, muže s mečem, děvče, mládence. Vedle postavy ženy a muže je čitelné datum 1560 a obraz budovy, což může být historická podoba kostela v Łaziskách.
V kněžišti v dolní části jsou vyobrazení andělé držící závěs, výše jsou pašijní výjevy: Bičování, Ukřižování, Sundání z kříže, Kladení do hrobu, Ecce Homo a Zmrtvýchvstání a postavy svaté Barbory a svatého Mikuláše.
Strop zdobí polychromie s rostlinnými a figurálními motivy (motivy svatých), které byly vytvořeny v roce 1948 malíři Ryszardem Węglorzem a Alojzem Chromikem z Rybniku.